# Häll

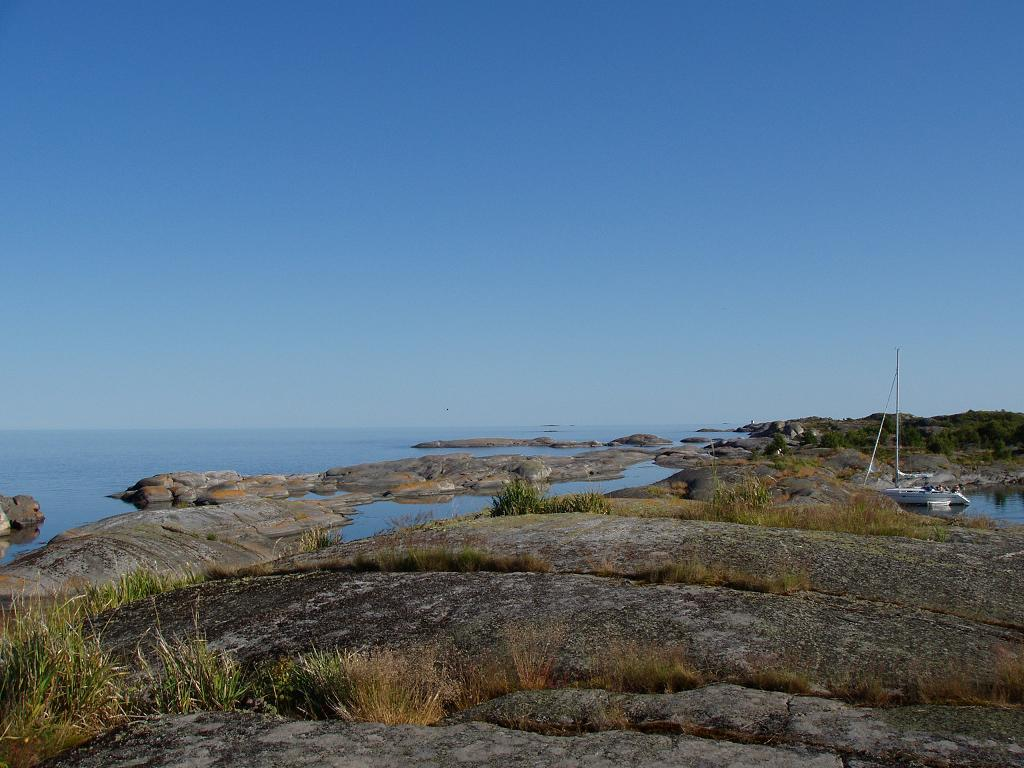
Hällar i Stockholms skärgård

En häll, berghäll eller hälleberget kallas det man ser som blottad berggrund. Det vill säga en berggrundsyta som påverkats av mekaniska krafter så att växtlighet saknas, inte är övertäckt av jordlager eller bebyggelse.
Berghällar i Skandinavien har ofta en slät och mjukt rundad yta, som spår av istiden. Den långsamt flytande landisen medförde sten och grus som slipmedel. Spåren av istiden studeras inom kvartärgeologin.
Släta berghällar användes under bronsåldern för att göra hällristningar, som på flera ställen finns kvar idag och utgör viktiga fornminnen.

## Hälleberget i kultur och språk
Ordet hälleberg förekommer redan i den första officiella svenska bibelöversättningen av år 1526. Det används i åtminstone tre välkända liknelser i Nya Testamentet:
- Ormens väg på hälleberget - Ormen slingrar sig på släta berghällar utan något riktigt fäste, så den exakta vägen är oberäknelig.
- Bygga sitt hus på hälleberget - Den som är klok bygger på stadigt underlag, som hälleberget. Motsatsen är att "bygga på lösan sand".
- Såningsmannen lät somligt falla på hälleberget - Det utsäde som hamnar på hälleberget kan inte gro och ge någon skörd. Utsädet måste hamna "i god jord".

## Platser
- Hälleberga församling i Småland omfattar glasbruket Orrefors.
- Berghälls distrikt ingår i Helsingfors stad.
- Hälleberg är en ort i Alsens församling, Krokoms kommun.
- Hällberget är ett berg i Offerdals församling, Krokoms kommun.
- Kallhäll är en ort i Järfälla kommun.